# MAN B4
МАN B4 (также Düwag B4) — прицепной вагон производившийся компанией MAN для вагонов T4 и SSВ.

## Описание
B4 представляет собой прицепной безмоторный вагон, длиной в 14,2 м и шириной в 2,4 м.
Изначально вагоны предназначался для трамваев MAN T4, производимых самой компанией MAN. Позже они эксплуатировался вместе с вагонами компании Duewag: GT6 и GT8.

## История эксплуатации
С 1958 года вагоны B4 эксплуатировались в немецком городе Нюрнберге, местной коммуникационной компанией VAG. Через 6 лет (в 1964 году) из-за частичной ликвидации трамвайного полотна все вагоны B4 были выведены из эксплуатации.
В Кракове B4 использовались на линиях городского трамвая с 1989 по 11 ноября 2009 года, а вагоны GT6, вместе с которыми и использовались прицепные вагоны, должны быть списаны до конца 2010 года, и заменены E1 и C3.
В Софии продолжается использование T4+B4, поставленных в 1995 году из Бонна.

## GT6+B4
Вагон типа GT6, может быть соединён с прицепами типа B4.
В Польше составы этого типа эксплуатируется в Кракове и Щецине.

## GT8+B4
B4 может присоединяться и к вагонам GT8. До ноября 2009 года такие системы эксплуатировались в польском Кракове, а сейчас в основном остались в немецком Дюссельдорфе.